# George Gallion
George A. Gallion (* 1937 in Kentucky) ist ein US-amerikanischer Automobildesigner, der 1969 zu Opel kam, dort zum stellvertretenden Leiter der Designabteilung aufstieg und bis zu seinem Ruhestand im Jahr 2002 blieb. Er wird vor allem mit dem Entwurf für den Manta A in Verbindung gebracht.

## Kentucky
„Als 14-jähriger habe ich eigentlich Flugzeuge entworfen, das war meine Leidenschaft. Autos habe ich immer gezeichnet, weil ich keine Kamera hatte, um sie zu fotografieren.“

Es begann damit, dass Gallion als Kind Flugzeuge aus Balsaholz baute. Er kannte alle Flugzeuge und liebte Zeichnen. Da er unweit einer vielbefahren Bahnlinie wohnte, zeichnete er auch Lokomotiven, nur mangels Nähe zum Meer keine Schiffe. Bei den Autos mochte er damals besonders die Karosserien von Ford, aber auch von Cadillac, nicht so sehr von Chrysler.

## Atlanta
Nach Abschluss der Schule hätte Gallion gerne Industriedesign studiert, aber die bekannten Schulen dafür lagen ihn zu weit entfernt, nämlich in Kalifornien oder mit dem Pratt Institute in New York. So ging er nach Atlanta ans Georgia Institute of Technology, um Maschinenbau zu studieren. Dabei handelte es sich um eine Kombination aus abwechselnd drei Monate Studium und drei Monate Industrietätigkeit, nämlich bei Ashland in der Valvoline-Motorölproduktion.
In der Architektur-Abteilung der Gorgia Tech gab es ein Produktdesign, aufgebaut vom ehemaligen Bauhaus-Schüler Hin Bredendieck. Da die Architektur aber in einem entlegenen Gebäude untergebracht war, erfuhr Gallion erst davon, als er sich in der Mitte des dritten Studienjahrs befand und ihm nur noch ein halbes Jahr zum Abschluss fehlte. Er wandte sich an Bredendiek, bekam seine bisherigen Leistungen angerechnet und musste nur noch Design-Kurse belegen, um in eineinhalb Jahren ein Bachelor of Science in Industrial Design zu bekommen. Dabei lernte er die Bauhaus-Prinzipien kennen. Als Abschlussarbeit wollte er ein Automobil entwerfen, was aber als zu kompliziert abgelehnt wurde, er solle besser etwas unaufwendigeres wie ein Plattenspieler wählen. Ein erneuter Vorschlag, diesmal ein Taxi, fand aber Akzeptanz. So kreierte Gallion ein Modell im Maßstab 1 : 10.
Im Anschluss bewarb sich Gallion bei mehreren Unternehmen, darunter General Motors. Dort unterzukommen hielt er aber für nahezu aussichtslos, da kein einziger GM-Designer von der Georgia Tech kam.

## Detroit
Unerwartet erhielt Gallion eine Einladung von General Motors. Der Chef-Designer Chuck Jordan befand nämlich, es wäre nicht gut, wenn alle Designer von den gleichen Hochschulen kämen. Deswegen schuf er einen Kurs für vier Absolventen von vier Hochschulen, die neun Monate lang unter Aufsicht Entwürfe zeichnen und alle drei Monate beurteilt werden sollten. Sie erhielten dabei keinen Zugang zu den Design-Studios. Als Vertreter der Georgia Tech wählte man Gallion für diesen Kurs aus.

„Sie suchten vier junge Designer, die völlig neue Ideen mitbringen. Einer davon war ich.“

Im Anschluss an die neun Monate erhielt Gallion einen Platz in den Studios von Buick. Dort gestaltete er zuerst einen Kühlergrill, dann arbeitete er an dem Entwurf für die zweite Generation des Buick Riviera maßgeblich mit, gefolgt vom Chevrolet Camaro des Modelljahrs 1970.
Schließlich bewarb sich Gallion für ein Austauschprogramm. General Motors hatte erkannt, das es nicht ratsam ist, die Karosserien für die Tochterunternehmen in Detroit zu gestalten, und deswegen bei Opel in Rüsselsheim, bei Holden in Australien und bei Vauxhall Motors in England moderne Design-Studios eingerichtet. Die Designer konnten für drei Jahre in eins der Studios wechseln. Dabei wünschte sich Gallion ein Aufenthalt in Deutschland, da ihm die deutsche Design-Kultur durch Hin Bredendieck vertraut war und im besonderen Maße faszinierte.

## Rüsselsheim
Als Gallion im Januar 1969 bei Opel begann, war man gerade mit dem Design des Opel Ascona A beschäftigt. Das zugehörige Projekt 1450 sollte ursprünglich den Nachfolger des Kadett B, nach Erscheinen des Ford Capri aber plötzlich eine etwas größere Limousine ergeben. Zudem sollte das zugehörige Coupé nun – wie bei Ford – eine eigenständige Karosserie erhalten. Das hätte der Leiter der Design-Abteilung Chuck Norden am liebsten selber gezeichnet, aber er konnte einen geplanten sechswöchigen Sommerurlaub mit seiner Familie nicht verschieben. So bekam Guillion im Sommer 1969 den Auftrag, binnen sechs Wochen ein Modell in Originalgröße zu schaffen. Als Ausgangsbasis diente ein ursprünglich als Kadett gedachtes Modell mit dem Vorderwagen der Limousine, ein Entwurf von Gallions Vorgänger Roy Hill, der nach England gewechselt war.
Als Namen für das Coupé stand unter anderem Corsa zur Diskussion, schließlich entschied man sich für Manta, da Tiernamen gerade für Autos en Vogue waren, beispielsweise Mustang, Stingray, Impala oder  Barracuda. Gallion konnte aber kein Signet für den Wagen zeichnen, da niemand wusste, wie ein Manta-Rochen aussieht. Nicht einmal das Senckenberg-Museum konnte eine brauchbare Abbildung liefern. So flog er nach Paris, um sich von Jacques-Yves Cousteau Filmaufnahmen vom Manta zeigen zu lassen. Nach mehreren Stunden sah er solch einen Fisch von unten im Gegenlicht aufgenommen, der die perfekte Silhouette für ein Logo abgab. Der Wagen erschien bereits im September 1970.
Gallion arbeitete auch maßgeblich an der Studie Opel CD Concept mit. In Rüsselsheim hörte man davon, dass Mercedes-Benz auf der IAA 1969 den C 111 präsentieren wird. Da beide Unternehmen in der Halle 8 ausstellten, wollte die Opel-Design-Abteilung dem etwas entgegensetzen. So schuf man auf dem modernen Fahrwerk des Diplomat einen futuristisch anmutenden Sportwagen. CD stand dabei für Coupé Diplomat. Dieser Wagen wies eine Fiberglas-Karosserie auf, eine weitere Besonderheit lag aber im Einstieg. Er besaß keine eigentlichen Türen, vielmehr schwenkte die Frontscheibe mit der vorderen Dachpartie und den Türausschnitten nach vorne. Es gab dabei keine A-Säulen, stattdessen eine stark gewölbte Plexiglas-Frontscheibe, für die man einen Hubschrauber-Hersteller in der Schweiz gefunden hatte, der sie herstellen konnte. Dabei wählte man das Maximalmaß, dass dessen Produktionsanlage zuließ.
Anschließend arbeitete Gallion am Entwurf für den Opel Rekord D mit.

„Der Wagen war italienischer als italienische Autos.“

Das gesamte Team schaute vor allem nach Italien und wenig nach Frankreich, England oder Amerika. Diesen Trend hatte Chuck Jordan eingeführt, es gab ihn also vor Gallions Kommen, der sich dem aber begeistert anschloss. Er hielt die Design-Studios  Pininfarina, Bertone und Ghia für herausragend. Den Rekord wies eine gerade Gürtellinie auf, also keine Coke-Bottle-Linie mehr, außerdem große Glasflächen, dünne Dachsäulen und einfache geometrische Formen. Der italienische Stil setzte sich im Innenraum fort, mit einem Armaturenbrett „wie in einer Cessna“, dass den Insassen viel Platz ließ und mit wenigen Bedienelementen auskam.
Im weiteren Verlauf beschloss Gallion, für immer in Deutschland zu bleiben, woraufhin er zum stellvertretenden Leiter des Opel Designs aufstieg. In Detroit erachtete man eine Mischung aus wechselnden und lange Zeit bleibenden Designern als sinnvoll, da letztere die neuen Mitarbeiter einarbeiten konnten und so für eine Kontinuität sorgten.
Von den Entwürfen unter seiner Leitung hält Gallion rückblickend den Corsa A für bedeutend. Obwohl es von Opel zuvor keinen Kleinwagen gab, orientierte man sich nicht an der Konkurrenz. Man wollte vielmehr etwas „Modernes, Sportliches und Jugendliches“, dass eigenständig erschien. So hatte Gallion die Idee für die Kotflügelverbreiterungen und die kantigen Radläufe. Überhaupt hob man sich von den runden Formen beispielsweise bei Fiat oder Ford ab. Dazu gehörte auch, dass Kühlergrill und Stoßstange eine Einheit bildeten. Überlegungen, dass dies ein Modellpflege vereinfacht, so wie es später gekommen ist, gab es dabei aber nicht. Der Corsa B sollte sich dann mehr an Frauen wenden und hat deswegen ein rundlichere Form bekommen.

## Privatleben
Gallion hat seine Frau während seiner Zeit in Detroit bei General Motors kennengelernt, sie stammt aus Amberg. Er wohnt bis heute in Schlangenbad, in einem von Richard Neutra entworfenen Haus, was er als sein „Stück California-Look in Hessen“ ansieht.